# Oskar Rokkanen
Oskar Walter Rokkanen, född 14 juli 1882 i S:t Michels landskommun, död 24 augusti 1973 i Helsingfors, var en finländsk direktör och kommerseråd.
När Rokkanen var liten flyttade familjen till Sankt Petersburg, där fadern bedrev affärsverksamhet. I Petersburg studerade Rokkanen elektroteknik och anställdes 1908 som elektroteknisk chef vid ryska statens järnvägar. På grund av ryska revolutionen 1917 flydde familjen till Finland, där Rokkanen 1918 grundade Pohjoismainen Sähkö Oy (PSO). Rokkanen kom att vara direktör för bolaget fram till sin bortgång. PSO blev inom kort ett av landets viktigaste elektricitetsbolag och var på 1930-talet Finlands största skivbolag, trots att musiken bara var en liten del av PSO:s verksamhet. Bolagets framgångar på den musikaliska fronten berodde till stor del på Rokkanens eget engagemang för den inhemska skivproduktionen. Efter Rokkanens bortgång övertog sonen Lauri ledarskapet och sedan denne avgick 1977 upplöstes bolaget och stora delar av dess musikverksamhet övertogs av Musiikki-Fazer, som i sin tur sålde verksamheten till Warner Music Group.